# San Bartolomé de Pinares
San Bartolomé de Pinares  és un municipi de la província d'Àvila, a la comunitat autònoma de Castella i Lleó. Limita al nord amb Las Navas del Marqués, El Herradón de Pinares i Navalperal de Pinares, al sud amb El Hoyo de Pinares i Cebreros, a l'est amb Santa Cruz de Pinares i a l'oest amb Robledo de Chavela.

## Demografia
| 1991 | 1996 | 2001 | 2004 |
| ---- | ---- | ---- | ---- |
| 764  | 787  | 741  | 701  |